# Курбан 100

Старий логотип клубу

ФК «Курбан 100» (Кадамжай) (кирг. «Курбан 100» (Кадамжай)) — киргизський футбольний клуб, який представляє місто Кадамжай.

## Історія
ФК «Курбан 100» був заснований в 1985 році в місті Кадамджай під назвою «Металург» (Кадамжай) У своєму дебютному сезоні у Вищій лізі, в 1996 році, клуб завоював чемпіонство та пробився до фіналу національного Кубку, де поступився з рахунком 1:3 клубу «АіК» (Бішкек). Але через фінансові проблеми змушені були покинути Вищу лігу. Варто відзначити, що 90 % гравців того складу прийшли до клубу із «Семетея» (Кизил-Кія). 2000 року клуб змінив свою назву на «Курбан 100», під якою виступає і нині.
У сезоні 1997-98 роках команда виступала в Кубку азійських чемпіонів, але за підсумками двох матчів поступилася в першому раунді Динамо (Душанбе) з Таджикистану.

## Досягнення
- Топ-Ліга
  -  Чемпіон (1): 1996

- Кубок Киргизстану
  -  Фіналіст (1): 1996

## Виступи на континентальних турнірах
| Сезон   | Турнір                    | Раунд | Клуб             | Вдома | На виїзді | Загалом |
| ------- | ------------------------- | ----- | ---------------- | ----- | --------- | ------- |
| 1997-98 | Кубок азійських чемпіонів | 1     | Динамо (Душанбе) | 2-1   | т.п.1     | 2-1     |

1- Металург покинув турнір.